# Thinopyrum obtusiflorum
El agropiro alargado (Thinopyrum ponticum) es una especie herbácea,  perenne y cespitosa de la familia de las gramíneas (Poaceae). Es originaria del sur de Europa y Asia Menor. Debido a su adaptación a suelos alcalinos y con elevada concentración de sales, el agropiro alargado es la gramínea forrajera más cultivada en regiones con ese tipo de limitantes edáficas.

## Sinonimia
- Agropyron elongatum auct. non (Host) P.Beauv.
- Elymus elongatus subsp. ponticus (Podp.) Melderis
- Elymus elongatus var. ponticus (Podp.) Dorn
- Elytrigia elongata subsp. pontica (Podp.) Gamisans
- Elytrigia pontica (Podp.) Holub
- Elytrigia pontica subsp. pontica
- Lophopyrum ponticum (Podp.) Á.Löve
- Triticum ponticum Podp.[1]